# Gereformeerde Bijbelstichting
De Gereformeerde Bijbelstichting (GBS) heeft tot doel het behoud en bevorderen van het gebruik van de Bijbel in de Statenvertaling (Statenbijbel). De stichting werd in 1966 opgericht in Friesland uit onvrede met bestaande vertalingen en dan vooral de toen recent gereedgekomen NBG-vertaling van 1951. Ook vreesden de oprichters dat er steeds minder "goede" edities van de statenvertaling in de verkoop zouden komen.
De GBS vindt haar aanhang onder leden van de bevindelijk gereformeerden. De stichting bestaat uit donateurs die zich per regio of plaats georganiseerd hebben. Regelmatig wordt een spreker uitgenodigd in een van hun kerken. Daarnaast vindt jaarlijks een landelijke "toogdag" plaats, de laatste jaren steeds in de De Hoeksteen te Barneveld. Deze trekt vaak enkele duizenden bezoekers.
Deze stichting geeft ook een editie van de Bijbel in de Statenvertaling uit. Eind 2004 kwam na jaren het project tot voltooiing van de uitgave van de Bijbel met kanttekeningen. Deze uitgave baseert zich op de Ravesteynbijbel uit 1657, die als de meest betrouwbare editie van de Statenvertaling ooit verschenen wordt gezien. De Ravesteynbijbel is in feite een herziening van de eerste uitgaven van de Statenvertaling, doordat men fouten verbeterde. De uitgaven van de GBS zijn verkrijgbaar in verschillende uitvoeringen, van een goedkope "verspreidbijbel" tot en met een luxe-editie of zakbijbel. De bijbels zijn ook verkrijgbaar met de Psalmen en de Drie Formulieren van Enigheid. Als enige uitgever in Nederland geeft zij ook nog de Geneefse psalmen uit in de berijming van Petrus Datheen uit 1566, die in enkele kerken nog wordt gebruikt.
De uitgave van de GBS blijft relatief dicht bij de originele uitgaven uit de 17e eeuw, zie taalgebruik in de GBS-Bijbel. De GBS geeft dus niet de Statenvertaling uit zoals die origineel is gedrukt maar drukt een modernere en herziene editie (al is dat veel minder vergaand dan de Herziene Statenvertaling). De GBS geeft geen steun aan de herziening van de Statenvertaling die in gang is gezet vanuit onder andere de Gereformeerde Bond en in december 2010 is verschenen, omdat men van mening is dat deze inlevert op het vertaalprincipe brontekstgetrouwheid. Ze moet al helemaal niets hebben van de Nieuwe Bijbelvertaling, die zij scherp bekritiseert om de moderne theologische wetenschap die erin verweven zou zijn, die het principe van Inspiratie van de Bijbel geen recht zou doen. (Dat zegt men overigens niet van de psalmberijming van 1773.) Men verleende wel medewerking aan de totstandkoming van de Bijbel Met Uitleg, uitgegeven door uitgeverij de Banier, door de Bijbeltekst ter beschikking te stellen.
In samenwerking met de Trinitarian Bible Society in Engeland worden Bijbels in vertalingen over de gehele wereld verspreid, in gevangenissen, verpleeghuizen, enzovoort. De GBS geeft onder de titel 'StandVastig' een kwartaalblad uit.
De GBS is statutair gevestigd te Dordrecht, maar houdt kantoor in Leerdam. Hier heeft zij een kantoor, showroom en magazijn.
In 2008 verspreidde de GBS de Statenvertaling onder agenten uit de vier grote steden. De GBS deed dit nadat het korps Amsterdam-Amstelland korting gaf aan agenten die de Koranvertaling van Kader Abdolah wilden aanschaffen.